# Великі Береги
Великі Бе́реги (угор. Nagybereg) — село в Україні, у Закарпатській області, Берегівському районі, центр Великоберезької громади.
Його назва походить від угорського іменника - ліс, підлісок.

## Герб
У лазуровому щиті золота голова бика прямо, зі срібними рогами та очима, що супроводжується зверху срібними літерами "1288", а з боків - двома співоберненими зеленими дубовими гілками.

## Населення

### Мова
Розподіл населення за рідною мовою за даними перепису 2001 року:
| Мова            | Кількість | Відсоток |
| --------------- | --------- | -------- |
| угорська        | 2221      | 87.44%   |
| українська      | 297       | 11.69%   |
| російська       | 15        | 0.59%    |
| циганська       | 5         | 0.20%    |
| румунська       | 1         | 0.04%    |
| інші/не вказали | 1         | 0.04%    |
| Усього          | 2540      | 100%     |

## Сучасність
Тут при місцевій школі діє Музей ткацтва. Прекрасна колекція давніх вишивок на домотканому полотні. На базі школи діють секції ДЮСШ Берегівського району з гандболу (дівчат)яку веде Брековські І.,з футболу, яку веде Чегіль О.При школі діє футбольний клуб «Талісман»(керівник Чегіль О.), чемпіон ДЮФЛ Закарпаття 2010 року, переможець ряду дитячих міжнародних футбольних турнірів. В школі створена перша в Україні секція з велосипелного спорту в залі(тренера Гейці Т.,Гейці-Терещук Н.). Ці спортсмени неодноразово беруть участь у чемпіонатах світу, Європи і вже посіли четверте і п'яте місце на таких серйозних змаганнях. А на міжнародних змаганнях в Угорщині, Німеччині займають призові місця.

За селом знаходяться два озера з облаштованою зоною для відпочинку та рибальства.

## Історія

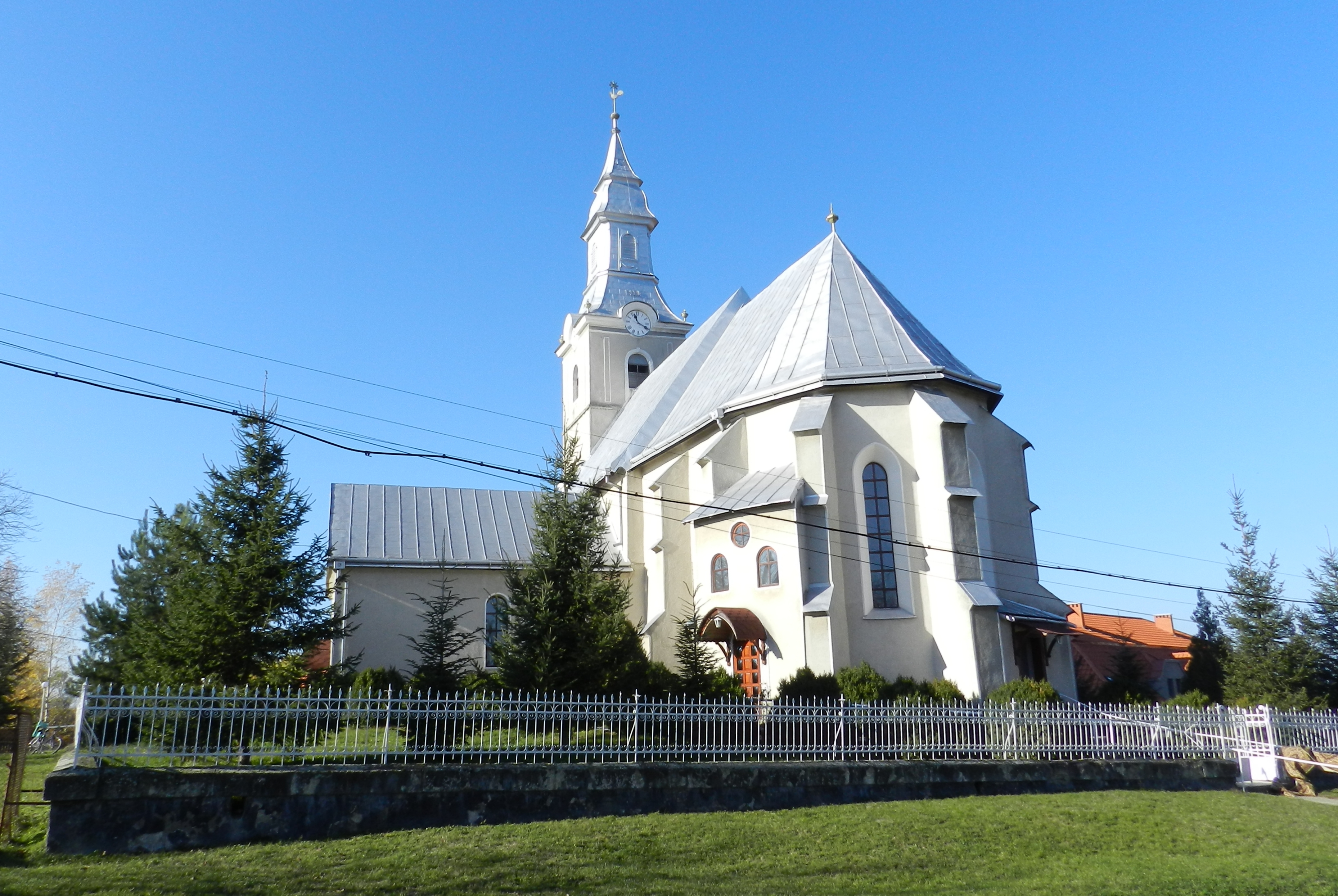
Реформатська церква в В. Берегах

Форпост Берегвар — одне із самих маловідомих і маловивчених укріплень Закарпаття. Згадки про нього дуже рідкісні, ніяких описів не збереглося, лише окремі угорські дослідники, спираючись на якісь маловідомі джерела, скупо відзначають факт існування цього укріплення. Воно відоме під назвами «Берегвар» («Beregvár»), тобто «Берег» + «вар» («vár» — у перекладі з угорської «замок / фортеця»). Рідше згадується назва «Нодьберегі вар» («Nagyberegi vár»), яке перекладають як «Велика Бережська фортеця».     
Кінець 12 століття. Ймовірно, у цей період на території майбутнього села Великі Береги виникло перше поселення. Колись у цій місцевості знаходилося заболочене озеро Чорний Мочар (осушено в новий час), на березі якого піднімалися невеликі пагорби. Цей горбистий берег на кордоні з болотистою місцевістю був обраний для будівництва населеного пункту.
Інформації про початковий етап зведення укріплень немає. Форпост, ймовірно, звели в районі нинішнього села Великі Береги, на правому березі річки Боржави (притока Тиси).
1214. Перша письмова згадка Берегів, які на той час перетворилися в досить великий населений пункт.
1241. В ході руйнівної татаро-монгольської навали Батия Береги були зруйновані, але судячи з усього, поселення швидко відродилося.
У 1241 році південніше Берегів монголо-татарами був знищений так званий Боржавський замок у селі Вари, де знаходився центр Боржавського комітату. Різке зниження значення Боржавського замку сприятливо позначилося на Берегвар, оскільки саме сюди був зміщений центр комітату. Таким чином, замок деякий час слугував центром невеликій області угорського королівства, а сам комітат отримав нову назву — «Берег».
1261. У Берегах будується (або відновлюється?) Замок. Можна припустити, що фортифікації Берегвар були представлені земляними валами та дерев'яними укріпленнями. У цьому ж році король Угорщини Бейла IV (1206—1270) подарував Бережський комітат разом зі «… всіма селами, лісами, людьми, звірами і водами» католицькій церковній єпархії, центром якої було місто Егер (Угорщина).
1271. Центр Березького комітату переноситься в місто Лампертсас (нині — Берегово), що знаходиться за 7-8 кілометрів на південний захід від Берегвар. Письмові джерела епохи середньовіччя мовчать про долю замку Берег, що, можливо, пояснюється його раннім зникненням. Замок, зниклий невідомо коли за нез'ясованих обставин, імовірно, більше не відновлювався.
14 століття. Починаючи з цього періоду поселення відомо в статусі містечка Березького комітату, значення Берегів як церковного і адміністративного центру зростає.
1397. Береги згадуються в грамоті як «містечко».
Кінець 14 століття. Береги, у числі інших великих земельних володінь Закарпаття, були подаровані угорським королем своєму родичу — могутньому подільському князю Федору Корятовичу.
1566. Турецькі війська, які проходили через північно-східні землі угорського королівства, цілком зруйнували і спустошили Береги. Практично всі будівлі містечка були спалені, 90 сімей були вивезені в рабство. З усього населення уціліло лише 15 сімей.
1567. Цим роком датується найраніше з відомих печатка із зображенням гербу містечка у вигляді бичачої голови.
1590. Містечко розорили війська князя Трансільванії кардинала Андраша Баторі.
1633. Береги переходять під владу трансільванського князівського роду Ракоці.
Середина 17 століття. У 1656—1657 роках трансільванський князь Дьордь II Ракоці (1621—1660) виступив як союзник шведського короля Карла XI і Богдана Хмельницького проти Речі Посполитої. Однак Трансильванське військо було розбите поляками, які після здобутої перемоги вдерлися на Закарпатті, зруйнувавши і спустошивши безліч сіл і містечок. Село Береги в 1567 році сильно постраждало під час польського карального походу.
У XIX ст. — містечко Надтисянського повіту Березького комітату.
Наші дні. Місцезнаходження замку невідомо, ймовірно, над рівнем землі від укріплень і будівель комплексу нічого не збереглося.  Нині назву «Берегвар» найчастіше асоціюють з аналогічною назвою урочища в районі села Чинадієво, де знаходиться знаменитий палац графів Шенборнів, зведений в 19-му столітті.

Село Великі Береги колись мало шанс отримати статус великого міста, адже вже 800 років тому стало центром Березької жупи. Однак не судилося — за Австро-Угорської імперії адміністративний центр перемістився в Берегово. Натомість Великі Береги (Nagybereg) офіційно вважалися торговим містечком Надтисянського округу (повіту) Березького комітату; у 1904 році було офіційно затверджено герб містечка з зображенням чорної бичачої голови зі срібними рогами на червоному тлі (вперше цей герб з'явився на печатці місцевої ратуші ще 1567 року).
Утім, цей населений пункт саме сьогодні отримав новий шанс на відродження і розвивається досить стрімко.
Достатньо тут і різних цікавих архітектурних споруд — церкви, старовинний млин. Є і винороби з власними пивницями. Але найбільше уваги приділяється вихованню молоді. За сприяння реформатської церкви будується сучасне нове приміщення гуманітарного ліцею, при загальноосвітній школі створений відомий уже по всій Україні та навіть Європі гурток велоеквілібристики, а ще — шкільний музей ткацтва. Саме при останньому діє гурток, де зберігають унікальні секрети ручної справи, що передавалися із покоління в покоління.
Архітектурні пам'ятки
Реформатський храм
Найдавнішою спорудою села є реформатська церква. В якості католицького храму вона була побудована в 1335 р., перебудована в 1405 та 1554 рр. (вдруге вже в якості реформатської). Під час нападу польського війська князя Любомирського в 1657 р. храм був зруйнований, відбудований через три роки. Подальші перебудови та реконструкції відбулися в 1749, 1817,  1824 та 1869 рр. Попри численні видозміни, в обліку церкви збереглися готичні мотиви.
Дух готики збережений в перекритті нефу зального типу та апсиди реберними готичними зводами, розписаними у XVIII ст. і прикрашеним орнаментом ренесансних форм.  В якості «готичного храму» церква включена в перелік Пам'яток архітектури місцевого значення.
В околицях села Береги у 1329 р. згадується також католицький монастир «Малий Берег», що був зруйнований у 1554 р. під час воєн з протестантами.

### Гімназія

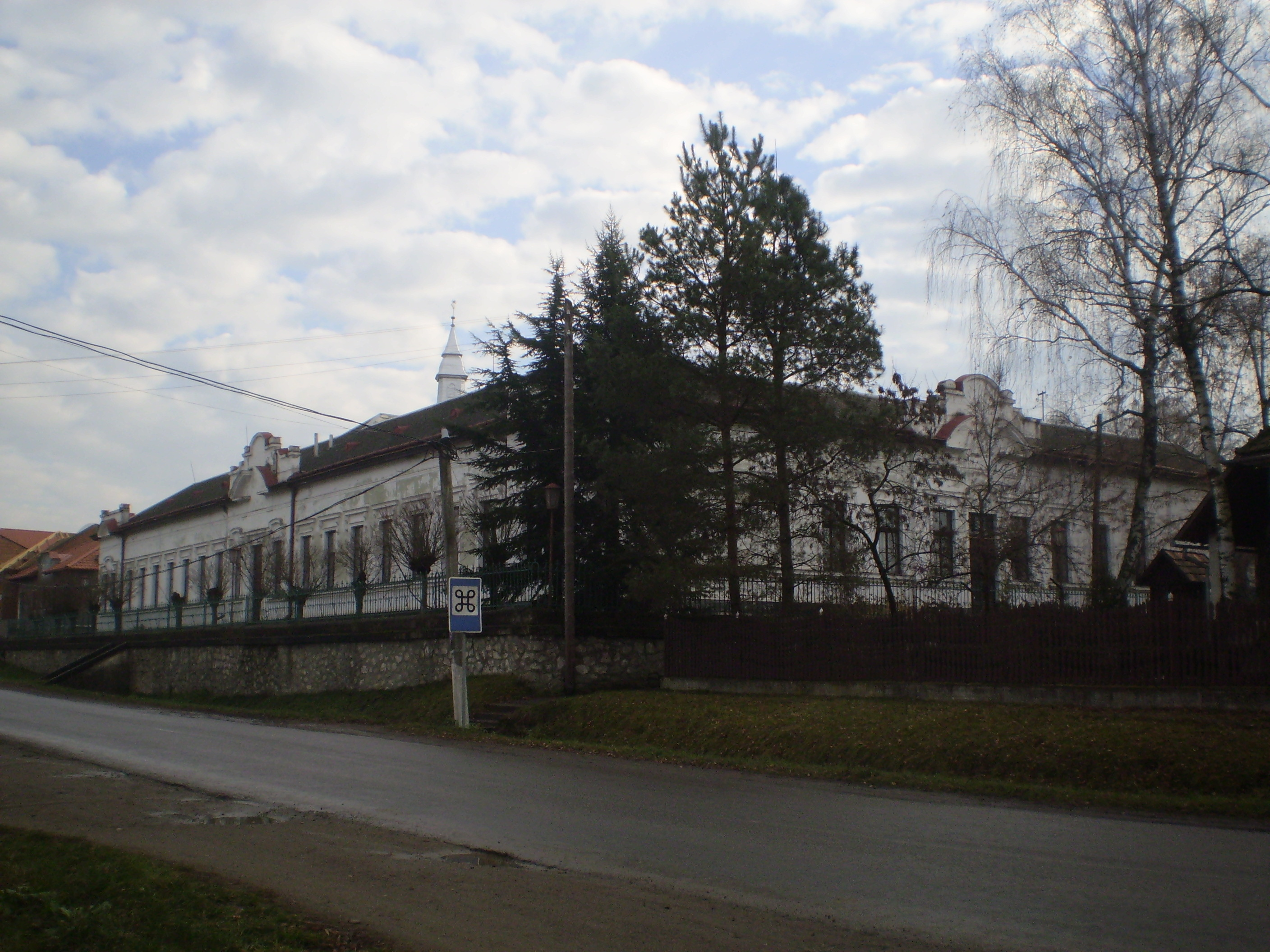
Гуманітарно-природничий коледж, будівля 1905 р.

збудована в 1895 році саме як освітня установа (гімназія). Сьогодні тут розмістився гуманітарно-природничий ліцей, який фінансується виключно реформаторською церквою. Тут угорською мовою навчаються понад сімдесят старшокласників. Про високий рівень цього сільського ліцею (98 % його випускників поступають у виші) знають і в Берегові, і в районі. Діти по буднях живуть у гуртожитках, одним з них (хлоп'ячим) виступає будівля колишньої лікарні, вочевидь, ще чеської доби. Ліцей узяв це занедбане приміщення в оренду на 10 років, і термін її сходить. У селі є бажання відродити лікарню. Тому за кошти іноземних (наразі британських) спонсорів поруч із старовинною будівлею будуються нові гуртожитки для учнів. Нові споруди органічно вписуються в ансамбль, не псуючи вигляду палацу. Внутрішнє оздоблення вже не відновити — багато років тут розміщався «Ідеологічний центр колгоспу ім. Леніна» (сільський клуб плюс центр агітпропу для селян).

### Млин
Знаходиться по дорозі на відоме озеро Береги (Берегі-то), неподалік від полотна вузькоколійки.  Це цікавий взірець промислової архітектури чехословацької доби, орієнтовно 1930-з років.    

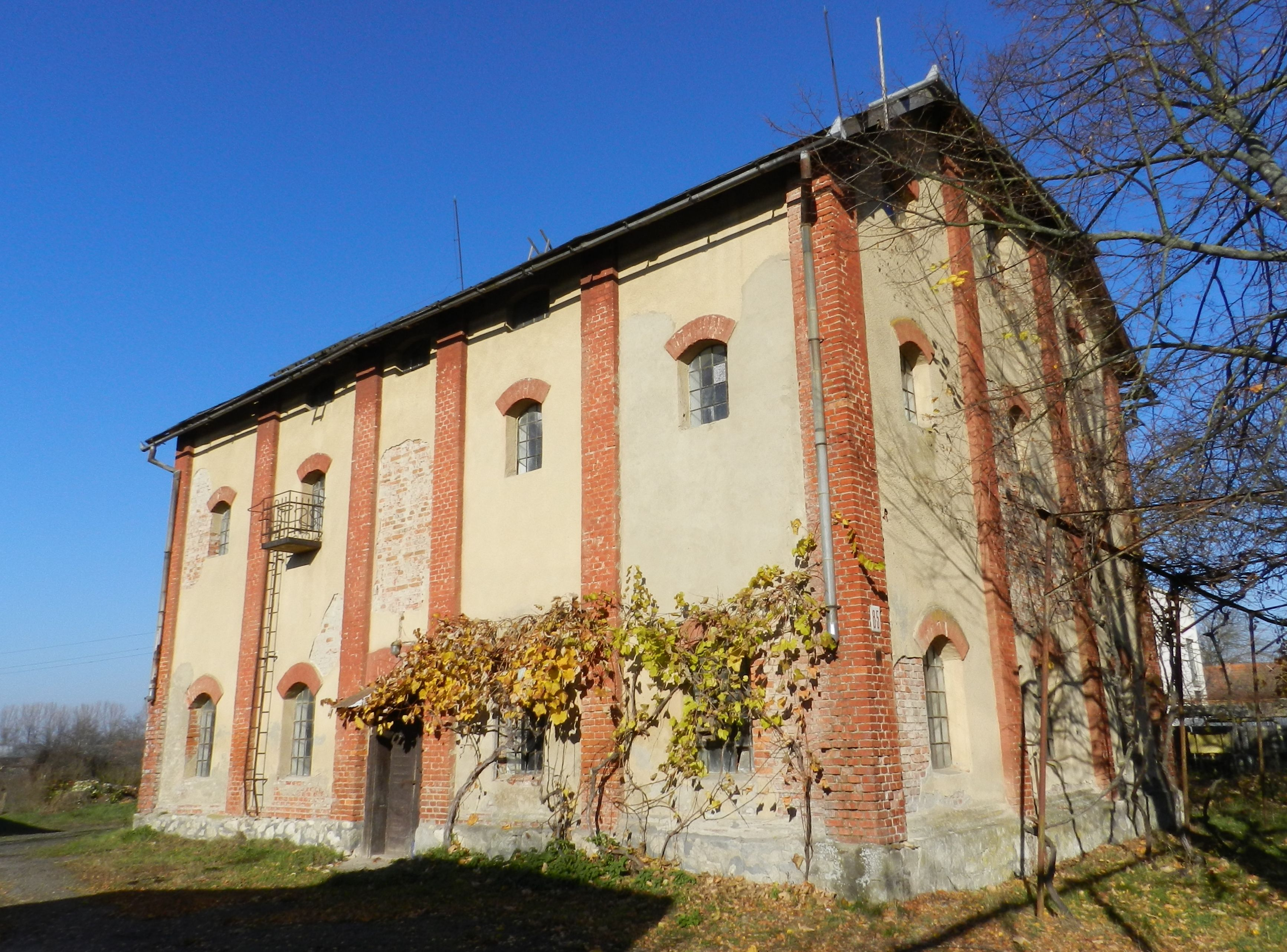
Колишній паровий млин, 1920-1930-х рр.

В Великих Берегах збереглась велика кількість стародавніх (кінця ХІХ - першої половини ХХ ст.) будинків в угорському стилі.

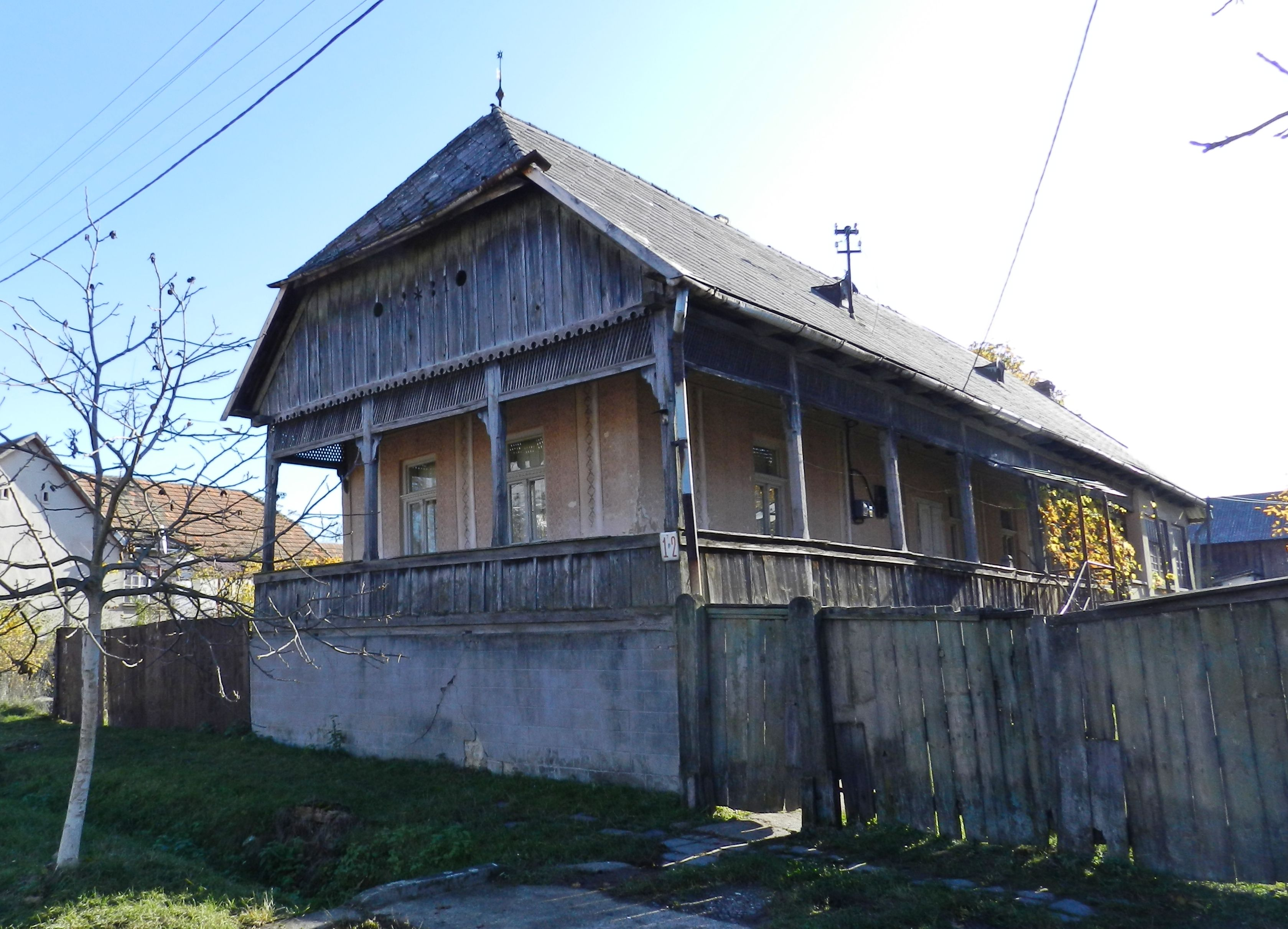

При в’їзді до села зі сторони Берегова знаходиться нині недіюче, але доглянуте та відгороджене парканом єврейське кладовище.
На християнському кладовищі встановлено меморіальний пам’ятник на честь загиблих під час сталінської депортації. 

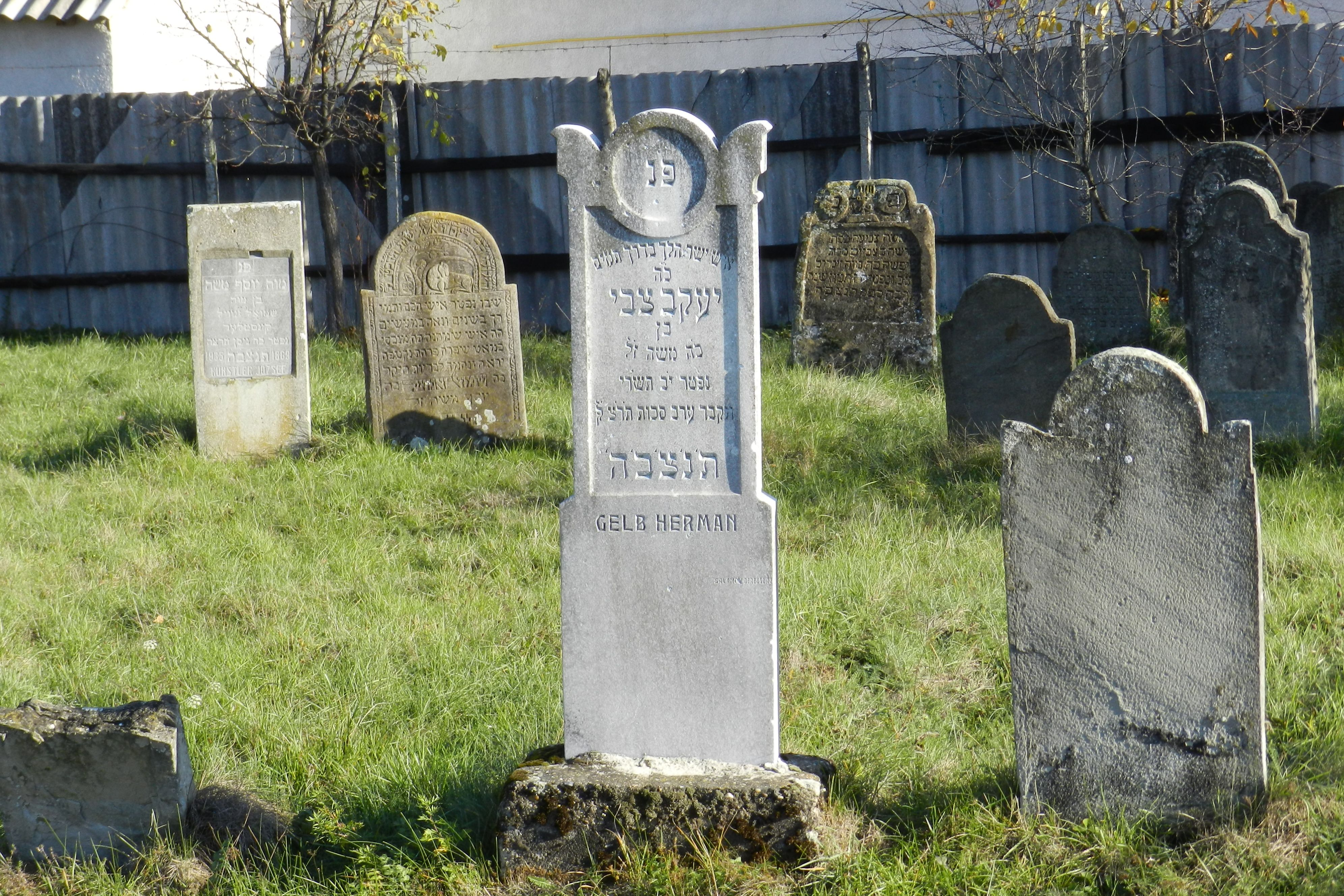
Старе єврейське кладовище

### Перший фестиваль ручного ткацтва
Можливо, саме завдяки цьому пришкільному гуртку та його незмінному керівникові Маріанні Профус вдалося зберегти і славу села. Колись без домотканого рушника з вишивкою не обходилося жодне свято — релігійне, весілля чи ювілейна дата. Нині міські жителі про ці традиції може і не пам’ятають, а на селі такі «дрібниці» досі мають велике значення. Принаймні у Великих Берегах, де у ці теплі вересневі дні відбувся І-ий фестиваль ткацької справи.
У наметах ткалі на старовинних дерев'яних верстатах розпочали свою звичну роботу. Все дуже нагадувало гру на музичному інструменті — фортепіано. Риплять кросна, вправно бігає «човник», руки час від часу здіймаються у повітря, а ноги вчасно натискають на спеціальні клавіші. Ткалі вбрані у народні угорські костюми. Приємно відзначити, що більшість із них — це 17-18-річні дівчата, які лише закінчили навчання. Дуже зосереджені на своїй роботі, вони ще й мали час для того, аби відповідати на запитання гостей-туристів.
Ідея провести такий фестиваль належить голові села Марті Чок. «Березьке ткацтво відоме далеко за межами області, — розповідає вона. — А наше село завжди було центром цієї майстерної справи. Дуже добре, що в сільській школі зберігають давні традиції. Не можу сказати, що для людей це неабиякий бізнес. Але однозначно: своїми майстринями ми пишаємося, вони примножують славу Великих Берегів».
На фестиваль приїхало чимало туристів з Угорщини, причому дехто на поїзді «Карпат-Експрес» — селом пролягає вузькоколійка. Колись потяг тут курсував щодня за маршрутом Берегово-Кушниця. «Нині цей маршрут планують відновити, — каже Марта Чок, — і не лише на свята. Думаємо, що зможемо організувати, аби туристи відвідали і село, і нашу школу, і музей ткацтва».

### Робочі музейні експонати
"Ці три верстати ми привезли зі шкільного музею, — розповідає Маріанна Профус, яка вже 30 років викладає ткацьку справу. — Учениці з радістю погодилися продемонструвати власні вміння. Також приїхали зі своїми роботами мої друзі, як-от Ґізелла Товт із Нового Села. Привезли зі школи музейні експонати, які не продаються. Це те, що вдалося розшукати у бабусиних скриньках. Таким чином ми показуємо, як ткали рушники сто і більше років тому. А це — екзаменаційні роботи наших учнів (показує. — Авт.). Вони також не для продажу — з ними їздимо на виставки. Нещодавно приїхали з угорського Солноку. Цього року вже експонували роботи в Ужгороді та Берегові, на черзі — «Тур'євроцентр».
Цікаво, що «найновішим» верстатам уже понад 30 років. Адже у 1979-му, коли у Великих Берегах при колгоспі ввели ткацьку справу, декілька з них було виготовлено майстрами на замовлення. У пришкільному музеї зберігається й раритетний верстат, якому близько 120 років. «Сьогодні, на жаль, таких майстрів майже не залишилося, — каже Маріанна Профус. — Тому бережемо кожен верстат як зіницю ока».
Щороку в гуртку займається по 10-15 дітей. Але наступного року буде всього чотири випускниці. «Адже якщо саму техніку може освоїти практично кожен, проте не всі мають належне терпіння, не всім це мистецтво припадає до душі. Тому, аби зробити якісну річ, потрібно докласти дуже багато зусиль».
Спочатку дівчата займаються бахромою, потім переходять до вишивки і лише тоді беруться за ткацьку справу. В основному виготовляють рушники, наволочки, скатертини. Адже максимальна ширина кросен — 60 сантиметрів. Тому сорочки-вишиванки на верстатах не роблять. Для цього потрібна й натуральна нитка — з бавовни, коноплі, льону. А сировина нині дуже дорога.
«Треба близько 40 метрів ниток лише на один верстат, — каже майстриня. — Тому весь час шукаємо спонсорів, звертаємося до різних організацій, аби допомагали нам, не дали занепасти нашій унікальній справі. Останній грант отримали через спілку угорських учителів. Отже, на наступний рік нитками ми забезпечені».
Про подібні музеї ткацтва в Україні інформації немає. На жаль, заклад не працює щодня, отже туристам слід домовлятися наперед. Однак є можливість побачити, як трудяться ткалі в домашніх умовах, де можна і купити вироби, і спробувати своє вміння. Зокрема, нещодавно у село приїхали жінки із Житомира, які випадково почули про цей музей.
«Не можу сказати, що мої учениці у дорослому житті зароблятимуть ткацтвом великі гроші, — каже Маріанна Профус. — Це швидше захоплення у вільний від роботи час. З іншого боку, замовлень мають удосталь. Бо кожен у селі хоче мати такий подарунок — особливо на свята, скажімо на весілля. В угорському селі домотканий рушник чи скатертина — обов'язковий елемент побуту».
На фестивалі показували ще одну цікаву річ — як із сухого кукурудзяного листя плетуть традиційні угорські іграшки. «Такі фігурки були популярними у старі часи, бо інших забав для дітей не існувало», — каже Жужанна Райплик, учителька молодших

### Село змінюється за свої ж гроші
Під час фестивалю провели ще й конкурс краси серед наймолодших — на сцені кружляли маленькі янголята у бальних сукнях. Голова села Марта Чок продовжує розповідь: «За останні два роки нам вдалося відновити Будинок культури (в першу чергу, зробили новий дах), провести ремонт у дитячому садку, де замінили вікна. І все це завдяки власним надходженням до бюджету. Адже у сільській раді нині зареєстровані 174 підприємці, які вчасно сплачують податки. Причому, це не лише заклади торгівлі. Маємо і цегельний завод, і спільне підприємство „Хох-Берег“, де шиють рукавички для спортсменів, будівельні та сільськогосподарські фірми. До кожного особисто маю свій підхід — заохочую, як умію».
У найближчих планах — завершити будівництво нового корпусу ліцею. Тоді сільська амбулаторія переселиться у будівлю ліцею, натомість сільська рада має перейти у приміщення амбулаторії. Крім того, сільрада виграла державний тендер на ремонт доріг комунального значення, а це близько півмільйона гривень. Тож дві вулиці вже цього року заплановано покрити асфальтом.
Марта Карлівна вважає, що у села Великі Береги — велике майбутнє. За Австро-Угорщини воно навіть отримало статус містечка, однак після революційних подій 1703 року стало занепадати через непомірні податки для населення. Лише тепер отримали шанс для всебічного розвитку. Хоча це і досить сміливе припущення, але, можливо, вже через кілька років на мапі Закарпаття з'явиться нове місто з назвою Великі Береги.
А з фестивалю поїхали додому трохи розчарованими лише гості з Івано-Франківщини, які привезли з Яремчі та Космача українські вишиванки. Практично жодної не продали. Слід зауважити, що і ціни на них починалися аж із 400 гривень. Звичайно ж, ручна робота коштує дорого. Але вироби майстринь із Великих Берегів набагато дешевші. А тут уже нічого не вдієш — конкуренція.

## Присілки
Лонгодар
Лонгодар - колишнє село в Україні, в Закарпатській області.
Обєднане з селом Великі Береги
Згадки:  1401: Langadaar, 1405: Langadar, 1421: Longodar

## Озеро «Берегі то»
Озеро поблизу села Великі Береги, що знаходиться у Берегівському районі віднедавна стало ще одним місцем для літнього відпочинку громадян. Раніше ця водойма використовувалась суто для риболовлі. А кілька років тому, територію коло озера вичистили, з одного боку озера зробили бесідки та спеціальні місця для розпалювання вогнища. Також, по обидва боки озера можна розкладати намети і відпочивати чи жити тут хоч ціле літо. Варто зазначити, що одна з сторін озера, де саме і розташований пляж для купання, і де зазвичай відпочивальники чи туристи розкладають свої намети знаходиться ліс. Так що тут можна знайти такий бажаний для когось тіньок. Також тут побудовані будиночки для відпочивальників, які здаються щодобово. Усі вони одного типу. У кожному є по 2 ліжка та холодильник. На вулиці, для тих, хто орендує будиночки, бесідки надаються до послуг безкоштовно.
При в'їзді до території озера є місце для стоянки, під охороною. Також тут є бар, і невеличкий зоопарк. Тут є павліни, страуси
Відпочинок біля озера платний. Вхід — 5 гривень з людини за добу. За один намет потрібно заплатити 15 гривень/добу, Стоянка автомобіля — 10 гривень/доба, Оренда бесідки — 40 грн./добу.
Можна тут і порибалити. Ціна — 40 гривень/3 спінінги чи вудки. Ціна будиночку на 2 спальних місця у 2011 році становила 200 грн./добу.
Окрім цього, щороку навесні, тут проходить все обласний фестиваль риболовлі, де змагають рибаки, а потім варять уху і частують смачним закарпатським вином чи домашніми наливками чи горілкою.

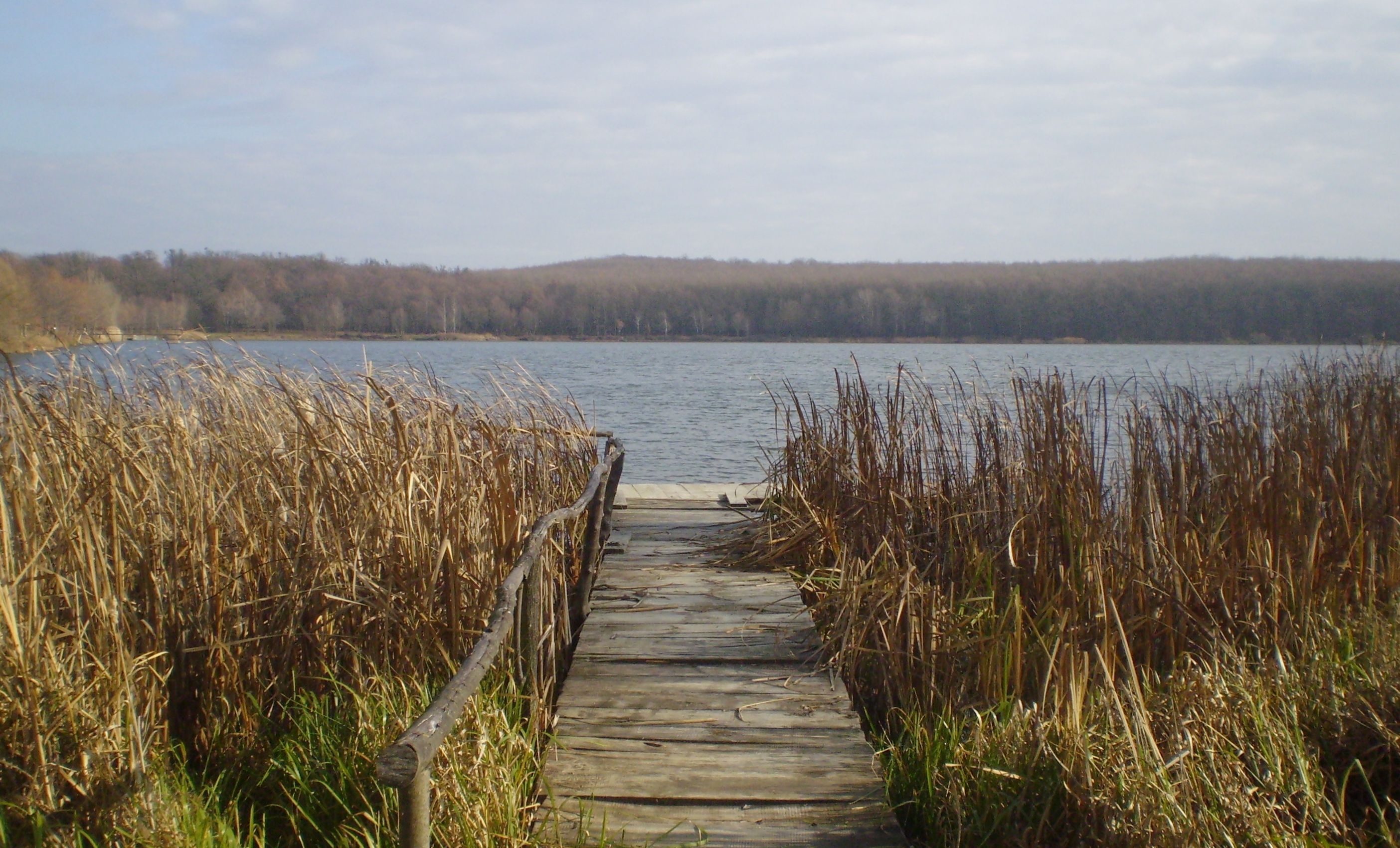
Озеро Берегі-То

## Болото Сернє
Болото Сернє — водно-болотне угіддя, яке було величезними в Закарпатті, сьогодні на території колишнього Березького комітату в Угорському королівстві . Болото в історичні часи займало 100—120 квадратних кілометрів, осушування почалося в середині 19 століття, і до цих пір не завершене. Болото Сернє в середині 19 століття займало понад 150 000 акрів на площині між селами Гать, Дерцен, Макарово, Нове Село, Великі Берги, Яноші, Косонь, Гетен, Велика Добронь, Зняцево і Великі Лучки . Центром болотистої місцевості було Велике озеро або Гатьське озеро на північно-західній частині якої знаходиться село Гать . Ім'я отримало на початку 19 століття від річки Серне. .

## Дегустаційний зал «Урста»
На території села знаходиться винний дегустаційний зал. Зал має назву «Урста» від прізвища, що носить його власник та винороб Іван Урста.
Урста Іван Іванович — винороб, дегустатор. Дегустаційні зали: великий розрахований на 26 осіб, малий — на 6-10 чоловік. 
Для дегустування гостям пропонується 5 сортів вина — білі і червоні. 
Іван Урста є переможцем щорічного фестивалю «Червене вино» у 2012 році. «Червене вино» — щорічний найбільший та найпопулярніший закарпатський винний фестиваль, на який з'їзджаються люди з усієї України та з-за кордону.

## Спорт

### Велосипедний спорт у залі
Кататися, стоячи на кермі, крутити педалі руками, виконувати різноманітні акробатичні фігури в повітрі — всі ці трюки стають реальними завдяки техніці велосипедного спорту в залі. У світі це далеко не новий вид спорту. В Німеччині, Чехії, Франції він має столітню історію і його розвиток активно підтримується. Україна ж донедавна до цього спорту причетна не була. Але нині нашій області є чим пишатися, адже єдиний його осередок розміщений саме в нашому краї — в с Великі Береги Берегівського району. Подібного немає більше ніде в Україні, і навіть у Росії, Білорусі, Молдавії.
У 2000 році директору Великоберезької школи Гейці Тихомиру Тихомировичу зателефонували з Угорщини і запропонували співпрацю. Справа в тому, що для них так само було в новинку займатися велоспортом, і тому існувала потреба й інтерес розповсюджувати його далі. А оскільки так вийшло, що сам Тихомир Тихомирович тренер широкого профілю, і його спеціалізація — легка атлетика, то пропозиція спробувати розвивати цей спорт на Закарпатті його, звичайно, зацікавила. Тоді ж вони прийняли гостей з Німеччини та Угорщини, всього18 чоловік. Вони зробили показовий виступ, подарували 4 велосипеди і запросили тренера на тренерські курси до Угорщини. Вони погодились, бо дітям дуже сподобався виступ, у багатьох навіть виникло бажання займатися на професійному рівні. Тихомир Тихомирович поїхав туди разом з дружиною, яка теж тренує, і сином. Головний секретар велосипедного спорту в залі Ганс Борн порадив їм як новій країні в цьому виді спорту взяти участь у чемпіонаті світу. Тоді вони навіть своїх костюмів не мали, але повернулися зі змагання з чітким розумінням того, як потрібно працювати для гідного результату. І вже з січня почали активно займатися, одразу відкрили групу при школі. Спочатку вона складалася з 12 чоловік, а зараз у них уже 30 дітей.
Для того, аби почати займатися велоспортом необхідно, щоб координація була хороша і, звичайно, базова фізична підготовка. Втім, якщо дитина здібна, то її можна всьому навчити. Зараз вони займаються з трьома групами з 4 по 11 клас тричі на тиждень. І вже побували на змаганнях в Австрії, Німеччині, Франції, Словаччині, Угорщині. Щороку організовують чемпіонати України. Якщо нас запрошують на показові виступи — обов'язково їдемо. Ось так потрохи і набирають досвіду та нових знань.
У 2006 році учні школи Андрій Фізаші та Степан Гейці посіли 6 місце на чемпіонаті Європи в Австрії та отримали звання кандидатів у майстри спорту. Георгій Боднар та Роланд Кочі стали сьомими на чемпіонаті Європи у Франції. Крім того, учні неодноразово перемагали на чемпіонатах Угорщини — у 2003-му взяли всі три призові сходинки.
Зараз майже весь тягар лежить на батьках. Оскільки велоспорт у залі ще не є олімпійським видом, то й фінансування від столиці вони не отримують. Втім, частково допомагають район та область, коли покривають добові витрати. А в Європі вони не маленькі — мінімум 50 евро на добу потрібно на харчування однієї дитини, 25-35 євро — на ночівлю. Але візи, транспортні видатки — без батьків тут не обійтися. Крім того, цей вид спорту досить дорогий. Хороший велосипед коштує 1000—1500 євро, і їх в Україні не виготовляють. Технічно їх майже повністю забезпечують іноземні спонсори.
Через те, що у школи немає належної матеріально-технічної бази, вони тренуються лише з школярами. Якби подібних гуртків в Україні було більше, це гарантувало б конкуренцію між спортсменами і викликало б у дітей ще більший азарт. Хоча їхні вихованці вже починають поширювати цей спорт у Дрогобичі, Львові, а в майбутньому, сподіваємось, і в Івано-Франківську. По-друге, прикро те, що Китай, Малайзія, Гонконг можуть дозволити собі запрошувати тренерів із Німеччини, а вони — єдина країна у цьому виді спорту, що займається без наставників. До них приїжджають на рік два рази, побудуть тиждень — і знову їдуть. Тому тренують, виходячи зі свого викладацького досвіду.
Коли вони тільки починали працювати, були такі елементи, що, думали, ніколи їх не зможуть повторити. Але зараз виконують майже всі вправи з кваліфікаційної книги. Крім того, діти з таким натхненням повертаються зі змагань, набираються такої кількості вражень, що позбавляти їх цього задоволення було б просто несправедливо. Спорт не тільки дає їм можливість подорожувати, але й робить їх впевненішими, самостійними, забезпечує гарний настрій і розвиває силу волі. І тому дуже хочеться, щоб вони не стояли на місці, аби було невпинне зростання, адже це справді дуже красивий вид спорту, який вартий того, аби ним цікавилися.
Спортсмени Крістіан Гей та Алекс Кучера у парних виступах вибороли ІІІ місце на чемпіонаті Європи серед юніорів. Чемпіонат проходив з 3 по 4 червня 2011 року в Австрії. У чемпіонаті взяли участь спортсмени із 13 країн Європи. Україну представляли спортсмени: Аннамарія Балега, Крістіан Гей та Алекс Кучера. Пари з Німеччини та Чехії випередили Крістіана Гей та Алекса Кучера, посівши відповідно перше та друге місця у парних виступах. В одинарних виступах Апекс Кучера зайняв 12 місце, Крістіан Гей — 14 місце, а Аннамарія Балега — 17 місце.

## Туристичні місця
- Музей ткацтва
- два озера з облаштованою зоною для відпочинку та рибальства
- Форпост Берегвар
- гурток велоеквілібристики
- храм вона була побудована в 1335 р
- млин
- полотно вузькоколійки
- єврейське кладовище.
- меморіальний пам’ятник на честь загиблих під час сталінської депортації
- В околицях села Береги у 1329 р. згадується також католицький монастир «Малий Берег», що був зруйнований у 1554 
- Болото Сернє — водно-болотне угіддя 

## Відомі люди
Магда Фюзеші (Великі Береги, 3 травня 1952 -) - поет і письменниця.